# Liste der Baudenkmäler in Soyen
Auf dieser Seite sind die Baudenkmäler in der oberbayerischen Gemeinde Soyen zusammengestellt. Diese Tabelle ist eine Teilliste der Liste der Baudenkmäler in Bayern. Grundlage ist die Bayerische Denkmalliste, die auf Basis des Bayerischen Denkmalschutzgesetzes vom 1. Oktober 1973 erstmals erstellt wurde und seither durch das Bayerische Landesamt für Denkmalpflege geführt wird. Die folgenden Angaben ersetzen nicht die rechtsverbindliche Auskunft der Denkmalschutzbehörde.

## Baudenkmäler nach Ortsteilen

### Soyen
| Lage                     | Objekt                               | Beschreibung | Akten-Nr.    | Bild           |
| ------------------------ | ------------------------------------ | --- | ------------ | -------------- |
| Alleestraße 8 (Standort) | Kath. Pfarrkirche St. Peter und Paul | Saalbau mit Satteldach, eingezogenem Chor und südlichem Zwiebelturm, spätgotischer Bau des 15. Jahrhunderts mit wohl älterem Turmuntergeschoss, Turmobergeschosse 17. Jahrhundert; mit Ausstattung. | D-1-87-176-1 | weitere Bilder |

### Berg
| Lage              | Objekt     | Beschreibung | Akten-Nr.    | Bild       |
| ----------------- | ---------- | --- | ------------ | ---------- |
| Berg 1 (Standort) | Bauernhaus | Bauernhaus, Einfirsthof, zweigeschossiger Flachsatteldachbau mit traufseitigem Bundwerk, um 1840/50; Stadel, Flachsatteldachbau in Ziegelbauweise mit Traufbundwerk, im Kern 18. Jahrhundert | D-1-87-176-3 | Bauernhaus |

### Edmühle
| Lage                 | Objekt                   | Beschreibung | Akten-Nr.     | Bild |
| -------------------- | ------------------------ | --- | ------------- | ---- |
| Edmühle 1 (Standort) | Parallelhof mit Backhaus | Bauernhaus, Einfirsthof, zweigeschossiger Flachsatteldachbau, im Kern 17. Jahrhundert, Versteinerung des Obergeschosses und Bundwerk des Wirtschaftsteils 1835, an Portal bezeichnet; Bundwerkstadel mit Flachsatteldach und geschweiften Kopfbügen, 1778; ehemaliges Backhaus, kleiner Massivbau mit Satteldach, wohl 18. Jahrhundert | D-1-87-176-41 | BW   |

### Halmberg
| Lage                  | Objekt      | Beschreibung | Akten-Nr.     | Bild |
| --------------------- | ----------- | --- | ------------- | ---- |
| Halmberg 1 (Standort) | Stallstadel | langgestreckter Flachsatteldachbau, größtenteils gemauert, mit Rundbogenfenstern, figürlichen und ornamentalen Malereien am Ostgiebel und traufseitigem Bundwerk, Mitte 19. Jahrhundert | D-1-87-176-36 | BW   |

### Hohenburg
| Lage                    | Objekt     | Beschreibung                                    | Akten-Nr.    | Bild           |
| ----------------------- | ---------- | ----------------------------------------------- | ------------ | -------------- |
| In Hohenburg (Standort) | Mauerreste | Mauerreste der mittelalterlichen Burg Hohenburg | D-1-87-176-4 | weitere Bilder |

### Hoswaschen
| Lage                    | Objekt | Beschreibung                                              | Akten-Nr.    | Bild |
| ----------------------- | ------ | --------------------------------------------------------- | ------------ | ---- |
| Hoswaschen 1 (Standort) | Stadel | Bundwerkstadel mit Flachsatteldach, Mitte 19. Jahrhundert | D-1-87-176-5 | BW   |

### Hundsham
| Lage                  | Objekt     | Beschreibung                                                                             | Akten-Nr.    | Bild |
| --------------------- | ---------- | ---------------------------------------------------------------------------------------- | ------------ | ---- |
| Hundsham 1 (Standort) | Hofkapelle | Satteldachbau mit Spitzbogenfenstern, neugotisch, Ende 19. Jahrhundert; mit Ausstattung. | D-1-87-176-6 | BW   |

### Kirchreit
| Lage                   | Objekt                               | Beschreibung | Akten-Nr.     | Bild                 |
| ---------------------- | ------------------------------------ | --- | ------------- | -------------------- |
| Kirchreit 2 (Standort) | Ehemaliges Mesnerhaus                | zweigeschossiger Satteldachbau mit Putzgliederungen, biedermeierlich, Tür bezeichnet 1844.                                                                                                 | D-1-87-176-37 | BW                   |
| Kirchreit 4 (Standort) | Ehemaliges Pfarrhaus                 | zweigeschossiger Walmdachbau, 18. Jahrhundert | D-1-87-176-8  | Ehemaliges Pfarrhaus |
| Kirchreit 7 (Standort) | Kath. Filialkirche Mariä Himmelfahrt | spätgotischer Saalbau mit Satteldach und Nordturm, 15. Jahrhundert, gotisierender Ausbau und Turmerhöhung mit Spitzhelm 1871; mit Ausstattung; Friedhofsmauer mit Pfeilerportal, verputzt. | D-1-87-176-7  | weitere Bilder       |

### Kitzberg
| Lage                  | Objekt     | Beschreibung | Akten-Nr.    | Bild |
| --------------------- | ---------- | --- | ------------ | ---- |
| Kitzberg 1 (Standort) | Bauernhaus | Einfirsthof, zweieinhalbgeschossiger Flachsatteldachbau mit Rundbogenöffnungen und Bundwerk am Wirtschaftsteil, 1838. | D-1-87-176-9 | BW   |

### Koblberg
| Lage                                                                                | Objekt        | Beschreibung                                                                        | Akten-Nr.     | Bild |
| ----------------------------------------------------------------------------------- | ------------- | ----------------------------------------------------------------------------------- | ------------- | ---- |
| In der Flur Zell, westlich Koblberg, am Fußweg Wasserburg-Zell (Innufer) (Standort) | Marienkapelle | Satteldachbau mit Vordach, Giebelfeld bezeichnet 1927; mit historischer Ausstattung | D-1-87-176-10 | BW   |

### Königswart
| Lage                    | Objekt                 | Beschreibung | Akten-Nr.     | Bild |
| ----------------------- | ---------------------- | --- | ------------- | ---- |
| Königswart 1 (Standort) | Bauernhaus             | Bauernhaus, Einfirsthof, zweigeschossiger Flachsatteldachbau aus zum Teil unverputztem Granitmauerwerk, mit Rundbogenfenstern und Bundwerk am Wirtschaftsteil, bezeichnet 1851. | D-1-87-176-11 | BW   |
| Königswart 1 (Standort) | Hofkapelle St. Michael | Satteldachbau mit Putzgliederungen und romanischem Kapitell der ehemaligen Burg Königswart, neuromanisch, 1855; mit Ausstattung.                                                | D-1-87-176-12 | BW   |

### Maierhof
| Lage                  | Objekt     | Beschreibung                            | Akten-Nr.     | Bild |
| --------------------- | ---------- | --------------------------------------- | ------------- | ---- |
| Maierhof 1 (Standort) | Bauernhaus | Blockbau-Obergeschoss, bezeichnet 1781. | D-1-87-176-14 | BW   |

### Mühlthal
| Lage                               | Objekt                         | Beschreibung | Akten-Nr.     | Bild            |
| ---------------------------------- | ------------------------------ | --- | ------------- | --------------- |
| In Mühlthal (Standort)             | Wegkapelle St. Maria           | barocker Satteldachbau mit Pilastergliederung, um 1740/50; mit Ausstattung. | D-1-87-176-18 | BW              |
| Mühlthal 1, 2 (Standort)           | Ehemalige Mühle                | großes Wohnhaus in Hakenform, zweieinhalbgeschossiger Flachsatteldachbau mit hölzernen Galerien und Segmentbogenfenstern, Ende 19. Jahrhundert; Stadel, Bundwerkstadel mit Flachsatteldach und massivem Sockel, bezeichnet 1810. | D-1-87-176-15 | Ehemalige Mühle |
| Mühlthal 8 (Standort)              | Ehemaliges Bauernhaus          | zweigeschossiger Flachsatteldachbau mit Bundwerkwand an der Nordseite, bezeichnet 1812. | D-1-87-176-38 | BW              |
| Mühlthal 9 (Standort)              | Ehemalige Mühle                | zwei- bis dreigeschossiger massiver Satteldachbau mit Putzgliederungen und Vorschussgiebel, frühes 19. Jh. | D-1-87-176-17 | BW              |
| Mühlthal 14, 14 a, 14 b (Standort) | Ehemalige Mühle und Bauernhaus | Einfirstanlage, zweigeschossiger Flachsatteldachbau mit Putzgliederungen, Hochlaube und Bundwerk am Wirtschaftsteil, bezeichnet 1839.                                                                                            | D-1-87-176-16 | BW              |

### Rieden
| Lage                | Objekt                      | Beschreibung | Akten-Nr.     | Bild           |
| ------------------- | --------------------------- | --- | ------------- | -------------- |
| Rieden 1 (Standort) | Kath. Pfarrkirche St. Peter | Saalbau mit Satteldach und östlichem Dachreiter mit Spitzhelm, spätgotisch, 1. Hälfte 15. Jahrhundert, 1846 verlängert; mit Ausstattung; Friedhofsmauer, 17./18. Jahrhundert | D-1-87-176-22 | weitere Bilder |
| Rieden 2 (Standort) | Pfarrhaus                   | zweigeschossiger Walmdachbau mit Segmentbogenfenstern und Gesimsband, 1840.                                                                                                  | D-1-87-176-23 | BW             |
| Rieden (Standort)   | Kriegerdenkmal              | zum Gedenken an die Gefallenen des Ersten Weltkrieges, Steinstele mit Reiterfigur, 1918.                                                                                     | D-1-87-176-40 | BW             |

### Schlicht
| Lage                                | Objekt                     | Beschreibung                                                                     | Akten-Nr.     | Bild           |
| ----------------------------------- | -------------------------- | -------------------------------------------------------------------------------- | ------------- | -------------- |
| In der Flur Frauenholzen (Standort) | Kath. Kapelle St. Kolomann | Satteldachbau mit westlichem Dachreiter mit Zwiebelhaube, 1644; mit Ausstattung. | D-1-87-176-24 | weitere Bilder |

### Seeburg
| Lage                 | Objekt                               | Beschreibung                                                                        | Akten-Nr.     | Bild |
| -------------------- | ------------------------------------ | ----------------------------------------------------------------------------------- | ------------- | ---- |
| Seeburg 5 (Standort) | Wohnteil des ehemaligen Bauernhauses | zweigeschossiger Flachsatteldachbau mit Blockbauobergeschoss, Mitte 18. Jahrhundert | D-1-87-176-25 | BW   |

### Sonnenholzen
| Lage                         | Objekt     | Beschreibung                                                                             | Akten-Nr.     | Bild |
| ---------------------------- | ---------- | ---------------------------------------------------------------------------------------- | ------------- | ---- |
| Nähe Sonnenholzen (Standort) | Brechhütte | Flachsatteldachbau mit Giebelbundwerk, 18./19. Jahrhundert; nordwestlich von Haus Nr. 1. | D-1-87-176-27 | BW   |
| Sonnenholzen 1 (Standort)    | Stadel     | Bundwerkstadel mit Flachsatteldach, im Giebel bezeichnet 1844.                           | D-1-87-176-26 | BW   |

### Strohreit
| Lage                   | Objekt     | Beschreibung                                                                             | Akten-Nr.     | Bild       |
| ---------------------- | ---------- | ---------------------------------------------------------------------------------------- | ------------- | ---------- |
| Strohreit 4 (Standort) | Hofkapelle | Satteldachbau mit Spitzbogentür, neugotisch, 2. Hälfte 19. Jahrhundert; mit Ausstattung. | D-1-87-176-28 | Hofkapelle |

### Urfahrn
| Lage                 | Objekt                               | Beschreibung                                                                 | Akten-Nr.     | Bild |
| -------------------- | ------------------------------------ | ---------------------------------------------------------------------------- | ------------- | ---- |
| Urfahrn 1 (Standort) | Wohnteil des ehemaligen Bauernhauses | zweigeschossiger Flachsatteldachbau mit Bundwerkgiebel, Ende 18. Jahrhundert | D-1-87-176-29 | BW   |

### Weidgarten
| Lage                    | Objekt      | Beschreibung                                       | Akten-Nr.     | Bild |
| ----------------------- | ----------- | -------------------------------------------------- | ------------- | ---- |
| Weidgarten 4 (Standort) | Ortskapelle | kleiner Nischenbau mit Satteldach, 19. Jahrhundert | D-1-87-176-31 | BW   |

### Zell
| Lage              | Objekt                            | Beschreibung | Akten-Nr.     | Bild           |
| ----------------- | --------------------------------- | --- | ------------- | -------------- |
| Zell 2 (Standort) | Bundwerkstadel                    | mit innenliegendem Getreidekasten, im Giebel bezeichnet 1770. | D-1-87-176-34 | Bundwerkstadel |
| Zell 3 (Standort) | Kath. Filialkirche St. Laurentius | Saalbau mit Satteldach, eingezogenem Rechteckschor und westlichem Dachreiter mit Spitzhelm, spätgotisch, Langhaus 1487 erbaut, im Kern wohl älter (13./14. Jahrhundert), Sakristeianbau nach 1487, Dachreiter neugotisch; mit Ausstattung. | D-1-87-176-32 | weitere Bilder |
| Zell 5 (Standort) | Ehemaliger Pfarrstadel            | jetzt Wohnhaus, Flachsatteldachbau mit Bruchsteinsockel und Bundwerkobergeschoss, über dem Tennentor bezeichnet 1791. | D-1-87-176-33 | BW             |

## Ehemalige Baudenkmäler
In diesem Abschnitt sind Objekte aufgeführt, die früher einmal in der Denkmalliste eingetragen waren, jetzt aber nicht mehr. Objekte, die in anderem Zusammenhang – also z. B. als Teil eines Baudenkmals – weiter eingetragen sind, sollen hier nicht aufgeführt werden. Aktennummern in diesem Abschnitt sind ehemalige, jetzt nicht mehr gültige Aktennummern.

| Lage                              | Objekt                                                              | Beschreibung                                                                      | Akten-Nr.     | Bild       |
| --------------------------------- | ------------------------------------------------------------------- | --------------------------------------------------------------------------------- | ------------- | ---------- |
| Soyen Dorfstraße 1 (Standort)     | Bauernhaus                                                          | Einfirsthof, zweigeschossiger Flachsatteldachbau mit Hochlaube und Fresken, 1843. | D-1-87-176-2  | Bauernhaus |
| Oed Oed 7 (Standort)              | Ehemaliger Getreidekasten mit Blockwandteil des 16./17. Jahrhundert | in modernen Stadel integriert.                                                    | D-1-87-176-20 | BW         |
| Oed In der Flur Singer (Standort) | Feldkapelle                                                         | Satteldachbau mit Nische, 1. Hälfte 19. Jahrhundert; nordöstlich von Haus 7.      | D-1-87-176-21 | BW         |
| Urfahrn Urfahrn 1 (Standort)      | ??                                                                  | Mit drei Flachnischen, bezeichnet 1594 und 1856; im Anwesen Nr. 1.                | D-1-87-176-30 | BW         |
| Zell In Zell ()                   | Brechhütte                                                          | mit Bundwerk, 18. Jahrhundert; südlich des Weilers.                               | D-1-87-176-35 |            |